# 超人力霸王蓋亞
《超人力霸王蓋亞》（日語：ウルトラマンガイア），是由日本圓谷製作的《超人力霸王系列》特攝作品，於1998年（平成10年）9月5日至1999年8月28日期間每週六下午6時在MBS電視台、TBS電視台首播。
本作的標語為「是正義的盟友，還是魔鬼的使者？（正義の味方か、悪魔の使者か。）」

## 概要

### 特色
本劇內容為描寫人類組織為了防禦外星生物根源性滅亡體而成立的組織「XIG」，及來自大地之光的巨人「超人力霸王蓋亞」、大海之光的「超人力霸王亞格」等多方視角下的活躍故事，同時也是20世紀最後一部超人力霸王系列的劇集。

### 開創
本片為延續《超人力霸王迪卡》與《超人力霸王帝納》，平成時代所製作的超人力霸王電視版作品系列第三作，同時也與前兩部劇集合稱為「平成三部曲」或「平成初期三部曲」，最初企劃於1997年12月開始磋商，在製作方時企劃人員表露的意向是希望能在設定為完全不同的世界觀，在召開幾次磋商會檢討新作的方向性後，最終則採定「兩個在如何保衛地球，但思想卻互相衝突的超人力霸王」、「貫穿全劇的敵役角色」、「以海陸空形式編制的精英特搜隊」、「以大河劇群像劇為要素呈現以長篇構成的傾向」作為新作的看點，使戲劇性更為充實。
此外，整部作品主線則圍繞著「人類與地球應該怎樣相處」之間的道德質疑，再次融入了社會問題的反思與諷刺，甚至對人性的審問的元素融進劇情中，並因此衍生出三個不同的分支主線，而作為故事的整體方向：
- 蓋亞與亞格，我夢與藤宮在各自擁有力量之後思想互相衝突的關係
- 因根源毀滅招來體而覺醒的地球怪獸，是否和人類發展形成的衝突
- 地球與外星生物，也就是所謂的根源性滅亡體的衝突

其次，本作中則仍舊傳承前作「人類＝超人力霸王」的理念，並首度捨棄「因為是宇宙人，在地球上的活動時間會受限」的設定，更改為「因為是源自地球所出現，故而沒有活動時間的限制」（但能量不足时仍然会出现计时器闪烁的情况），在背景構成方面則跳脫出與前兩部作品相連的世界觀，將全新的世界觀時代設定為與播映年代相同的1990年代末＝20世紀末，並相當重視科學考證人類與角色間的關係及聯繫。但前兩作的近未來世界觀不同，本作的年代設定更貼切於當時年代的氛圍（世紀末）。

### 製作
最終，作品於1998年7月3日開拍，特攝部分則於6月22日展開，片中由吉岡毅志飾演的主人公「高山我夢」則隸屬於科學家集團，並使用「蟲洞」、「反物質」等專有名詞與造語的頻繁術語、雖然造成主要收視層的兒童觀眾有難以理解的部分，不過卻在系列中卻擁有強烈科幻小說的現實可行要素。另外，本作所出現的「XIG」也異於以往的怪獸攻撃隊組織結構，共分為戰鬥機小隊、陸地救援部隊、航空支援部隊、海洋探査部隊，並且均各自配備三名人員，執行不同性質的任務。其他如電視台記者、天才科學家集團、高階防衛組織的諜報、特捜活動部隊等，也以固定登場人物身分出現。
在故事方面，則描述了因環境破壊造成野生生物滅絶，更可能使地球本身毀滅的現代人類。同時將怪獸也設定成原本為地球的生物，是因根源毀滅招來體而覺醒，因此前半蓋亞還會與怪獸戰鬥並將之打倒，但到了後半劇情中，在發現怪獸也是地球生物的自覺下，有時卻也變得難以出手。
其中，以敵對角色立場出現，由高野八誠飾演的裏主角藤宮博也（超人力霸王亞格），最初預定在作品第二季結局階段時被蓋亞吸收，消失不再出現。但由於本作放送後，亞格開始在兒童間凝聚超高的人氣，且在第一季度里就展現出氣勢凌人的強烈印象。因此在第三季的劇本中則保留了藤宮博也這一角色，並令此角色的心境隨時準備往亞格復活的方向上發展。因前述所提及的大河劇構架發展，因此在故事中盤的第23～26集（與亞格的決戰及蓋亞強化篇）、終盤的第47～完結篇第51集（空中基地的墜落、最終決戰）都呈現以長篇構成的傾向。第26集中加入類似暫告完結的要素，到第27集之後，則以「全新戰局，強化大戰！」類似重回原點的方式再度發展故事。另一方面，積極置入隨處可見的即興笑點，也成為作品的一大魅力。製作人笈田雅人表示，因為在前兩部作品中耗盡了對於超人力霸王的感覺，所以他吸收了系列以外的日本特攝作品的元素，比如東映的特攝作品作為參考，作為負責本作第二期系列構成的小中千昭曾表示，《蓋亞》的劇情與當時的時事議題《京都議定書》有關，描述了現代人類可能需要承擔環境問題，如破壞環境，滅絕野生動物，並將地球本身推向毀滅等負面效應。同時為怪獸設定為一樣再大地生存的生物，在因根源毀滅招來體而覺醒，在故事的前半部分，我夢以戰鬥擊敗了怪物，但在後半部分則讓我夢意識到怪獸也是地球的生物，若是無辜地擊敗它，那更對於地球的未來毫無發展。另外，從一開始就希望令作為主要客群的孩子們，能夠藉由本劇影響而擁有一個美好的未來概念，盡量不被末世論所牽制，並以正確的科學進步來保持積極性開拓著未來的可能性。
《蓋亞》的代表畫面之一，就是當巨人降落時時周圍的塵埃上升，已達到魄力的效果，特攝導演佐川和夫從《超人力霸王太郎》開始就曾嘗試拍攝其畫面，在《帝納》第38話中試映，最後成品則從《蓋亞》第1話開始一直使用。。在技術上採用了負責操作的亀甲船工作室所參與的特效電影《卡美拉2 雷吉翁襲來》中使用的方法。作為給蓋亞的塑造留下深刻的印象。
在配樂方面，由曾為《超人力霸王帕瓦德》製作配樂的佐橋俊彦擔任，據說，佐橋在製作音樂時參考了調性類似的1967年英國科幻作品《超空人》，中，英國音樂家貝瑞·格雷的曲調。

### 影響
本片與前兩部作品，在玩具銷售與收視率方面同樣都成功獲得了佳績，在2000年初秋，曾預定推出由吉田伸所著的《（暫定）》，並由「出版」發行，但後來卻以「未定」宣告無疾而終。

## 故事大綱
擁有天才般的頭腦的大學生高山我夢在一次實驗中，意外目睹了一場地下世界中，一名紅色的光之巨人與怪獸交戰的壯觀景象。同時，一顆神秘的結晶體從天空中的蟲洞墜落到東京池袋。
為了應對地球免受「根源的破滅招來體」的威脅，一支精銳部隊XIG迅速出動，但卻不敵從結晶體中湧現的怪獸而陷入苦戰。當我夢因自己的無能感而苦惱時，他再次遇見了那名光之巨人。我夢獲得了光的力量，成為了「超人力霸王蓋亞」。同時，神秘的藍色巨人「超人力霸王亞格」也隨即現身。
儘管有時存在分歧，但他們緊密合作，共同應對來自根源的破滅招來體帶給地球的危機。

## 本作登場的超人力霸王

### 超人力霸王蓋亞
本作登場的超人力霸王戰士，高山我夢在進行量子加速試驗時進入奇異領域時遇到的大地巨人，在第一話時，隨著C.O.V開始破壞城市，大地為了響應我夢強烈的願望，即「想要守護」作為回應，從地球的意志賦予了紅光，進而變身的光之巨人。
此後，我夢透過自行開發的變身道具「Esplender」將大地之光儲存起來以而進行變身。其擅長格鬥戰，並以高溫攻擊為主要能力，但他的戰鬥力受到我夢的潛力影響。其初始形態從第1話一直持續到第26話前半。
設計
「蓋亞」名稱的來源是希臘神話中的「大地之母」「蓋亞，而在劇中則是從第三話由我夢提及的蓋亞假說而得名。之前一直被簡單稱為稱為「巨人」、「超人力霸王」、「光之巨人」。在設計稿中，他也有一個名為「奧斯卡」（Oscar）的名稱。
蓋亞的外觀設計是由丸山浩設計，在設計靈感與前兩作一樣，採用了「削減構想」的理念，其中頭部可以「拆卸」。但在初始形態中，他的身體顏色是像昭和時代的超人力霸王一樣的紅色和銀色，只有少量金色，而在強化形態中，其他顏色也逐漸加入。與迪卡和帝納不同，蓋亞不是根據情況進行力量平衡調整的變身，而是全面提升力量的形態變化。此外，蓋亞和亞格都在胸部配有類似於以往戰士的顏色計時器的「生命計」（ライフゲージ），因為他們兩個是從地球獲得力量的超人力霸王，因此他們在地球上的活動沒有時間限制 。他們口部的設計受到了初代超人力霸王的B型的啟發。
在NG套裝中，生命計周圍的設計有一些不同，進行了一些修改。最初的套裝在第27集中被用於冒牌超人力霸王蓋亞。

#### 變身器
- Esplender

原文：
高山我夢用來變身成蓋亞的裝置。該道具的的形狀類似蓋亞的生命計，背面設有一個握把套。在第2話中，我夢在與科夫的戰鬥結束後，透過收集了解除變身後產生的「蓋亞之光」，並將其臨時儲存在光电管中，然後在第3話中將其放入了自製的裝置中。該道具的名字意為「釋放光」。從第26話的後半部開始，它還可以容納藤宮博也傳承的亞格之力，但在第50話中，當兩人被佐格打敗後失去了光時，Esplender的發光部分破裂，但在OV中得以修復，並帶著智慧生命體里納爾傳承的光，得以恢復變身蓋亞的能力。
在電影《大決戰！超人力霸王8兄弟》中，另一維度的我夢在意識到自己是蓋亞時，Esplender在光集中到他的右手中得以實體化。
- 該道具採用「拳套型」的創意，來自於變身時超人力霸王向觀眾方向飛來的特效，主人公戴著拳套型的道具，以一種像突出拳頭的姿勢變身，這樣可以自然地延伸到變身特效中，因而成為發想來源。[18]

變身方法方面，我夢通常會將戴著Esplender的右手放在左肩上，然後將手向前伸出，或抬向天空的姿勢。不過在緊急情況下，他也有省略將右手放在左肩上的動作的時候。在第2話中，由於將光儲存在光電子管中，所以變身時的姿勢有所不同。當採取特定姿勢時，Esplender的發光部分會釋放紅光（早期至中期），或紅色和藍色混合的光（後期），這些光將包圍我夢並引發變身。在早期到中期，他通常保持沉默，但從第26集開始，他更頻繁地喊出「蓋亞！」變身。

#### 型態變化
| 名稱              | 身高                | 體重      | 飛行速度 | 走行速度 | 水中速度 | 潛地速度 | 跳躍力     | 握力                           |
| ----------------- | ------------------- | --------- | -------- | -------- | -------- | -------- | ---------- | ------------------------------ |
| 超人力霸王蓋亞    | 50 公尺（可等身化） | 4万2千 噸 | 20馬赫   | 5馬赫    | 1馬赫    | 1.2馬赫  | 1,200 公尺 | 50,000 噸（相當於人體50公斤）  |
| 超人力霸王蓋亞V2  | 50 公尺（可等身化） | 4万2千 噸 | 20馬赫   | 5.5馬赫  | 1.2馬赫  | 1.5馬赫  | 1200 公尺  | 70,000 噸（相當於人體70公斤）  |
| 超人力霸王蓋亞SV  | 50 公尺（可等身化） | 4万2千 噸 | 25馬赫   | 7馬赫    | 1.5馬赫  | 2馬赫    | 1,500公尺  | 120,000噸（相當於人體120公斤） |
| 超人力霸王蓋亞SSV | 50 公尺             | 4萬2千 噸 | 30馬赫   | -        | -        | -        | -          | -                              |

- 蓋亞V2（ガイアV2）

在得到藤宫所托付的亞格「大海之光」的力量后，力量提升到比初始型態两倍以上的基礎形态，自第26話登場以後，取代V1型作為基礎形態存在，擁有兩個超人戰士的全部戰鬥能力。
除了V1型的光线技能全被继承并且强化之外，因为获得了海洋之光所以可以使用亞格的技能。胸口的保护甲——盖亚之铠的颜色也变成了象征海洋之力的黑色。
- 蓋亞SV（スプリームヴァージョン）

第26話登場，將V2型把自身和亞格的光之力最大解放后的最强形态。两肩和双腿描绘出象征着亞格一般的黑色和青色。两手腕和下半身的红色比例比初期形态以及V2型更加开过。
身体比原来更具有肌肉感，体格也更加壮硕，全能力是數值是V2型的2倍，但力量、光線是V2型的数倍，但是因為此型態消耗能量太大，所以維持時間只有1分鐘。格斗能力大幅度提高，尤其是摔跤术极为出色。至高超级飞踢是有着20万倍TNT的爆炸伤害。此形态通常是由V2变身后切换，最终话中直接变身为这个姿态。
- 蓋亞SSV（スーパー・スプリーム・ヴァージョン）

2023年，因應《超人力霸王蓋亞》25週年紀念，圓谷製作慶祝首日的「超級英雄EXPO 2023 夏季祭典 IN 池袋陽光城」的舞台，公開蓋亞首個新形態。其為受到亞格SV的光芒，進一步強化的蓋亞SV升級型態。
該形象在保持蓋亞SV的龐大體型和色彩的同時，整體上變得更加豪華。包括頭部變化、眼睛的形狀與亞格類似，頭冠周圍的部分是金色，耳朵也是金色。在腿部、肩膀等黑色部位可以看到金色的圖案，以及類似於字母「G」的圖案。彩色計時器變成了看起來像是亞格和蓋亞結合體的形狀。該型態由丸山浩設計。

#### 在其他作品的登場
《新世紀超人力霸王傳說》（2002年上映）
《新世紀2003超人力霸王傳說  THE KING'S JUBILEE》（2003年上映）
《大決戰!超人力霸王8兄弟》（2008年上映）
《超人力霸王銀河S:決戰！超人10勇士！》（2015年上映）
《超人力霸王Orb 始源傳奇》（2016年）
- 網路劇集
- 《超級銀河格鬥 命運的衝突》（2022年）（幻象形式）

### 超人力霸王亞格
本作登場的另一個超人力霸王戰士，藤宮博也在煉金之星（Alchemy Stars）的管理設施「普羅諾恩加拉莫斯」進行未確認粒子觀測傳感器的實驗中，遇見閃耀著藍色之光如海洋般的巨人。藤宮後來則使用了變身手環Agulater進行變身。他的體色由藍色、黑色和銀色構成。初始形態在第3話到第26話前半中活躍。在第25話至第26話的與蓋亞的戰鬥中，由於召喚了巨獸佐利姆而引發了災難，了解到自己遭到破滅招來體被利用後，發現了自己的過錯並喪失了鬥志。他從Agulater中把亞格之光的力量託付給了我夢。這也是蓋亞之所能夠力量升級至V2型的契機。
他的正式名字是在第16話首次出現的，在那之前被簡單地稱為「藍色巨人」或「藍色的超人力霸王」。他的名字首次出現在電腦控制台螢幕上的「AGUL」這個英文字母中。「Agul」這個詞本身就是一個新詞，旨在包括「aggressive」（具有攻擊性）和「agreement」（同意、承諾、契約、協定）的含義，並帶有日語「惡（Ark/アーク）」的意味，這也部分來自於原作的初期名為奧斯卡（Oscar）的想法，其形像是與超人兄弟相對立的。設計圖中也曾出現了「Akul」這個名稱。
設計
亞格的外觀是由丸山浩設計，是歷代系列中第一位正式將體色設定為藍色的超人力霸王。，和蓋亞「削減構想」的形式發想，因而頭部設計經過一定削減的較為立體，在面部風格則是藉鑑超人七號的B型頭套為基礎，並增加了二重黑線的細部增加特徵，眼睛形狀有所創新，為多邊形和橢圓的結合體。起初是為了在早期作為一位黑暗英雄登場，所以帶有黑色線條。
清水一哉扮演了亞格的戲服演員，他在扮演時意識到藤宮是一位人類超人力霸王，是「靜」的代表，與活潑的我夢形成了鮮明對比。由於藤宮較為冷靜，他在早期並不常移動，在行動方面，他努力朝著使用踢和拳擊的搏擊技術的方向發展。

#### 變身器
- Agulater

原文：
藤宮變身時戴在右手腕上的變身手環，內含著藍色之光，中央部分的發光部分以亞格的生命儀表為靈感，通常情況下，它以折疊的翼狀部件的形式由藤宮攜帶。該道具的來源尚不清楚，但像我夢的Esplender一樣，這個裝置很可能是藤宮親自製作的。在第17集中，它曾釋放藍光的能量波來喚醒仲耐爾。儘管在第26話將藍色光託付給了我夢後，藤宮仍保有它，但在第36話時，當他無法變身來援助正在與庫羅斯沙巴加交戰的蓋亞V2時，他感到憤怒，將它拋入眼前的池塘。但在第41話中，Agulater再次從海中歸還大海之光，並在成為亞格V2後歸還給藤宮。
在第50話中，他被佐格隔打敗並奪走了光，但在OV中，藤宮仍然擁有它，而化身為少女里納爾的將光寄宿在Agulater中。通常在變身時，藤宮會在右臂佩戴著Agulater上，此時Agulater的翼狀部分會展開到左右兩側，同時，發光部分會劇烈閃爍，同時發出明亮的藍光 。隨後，他將握緊的拳頭保持在胸前，上部旋轉，從翼狀部件的頂部向上釋放出藍光，將藤宮包裹在內而完成變身。

#### 型態變化
| 名稱             | 身高                | 體重        | 飛行速度 | 走行速度 | 水中速度 | 潛地速度 | 跳躍力     | 握力                          |
| ---------------- | ------------------- | ----------- | -------- | -------- | -------- | -------- | ---------- | ----------------------------- |
| 超人力霸王亞格   | 52 公尺（可等身化） | 4萬6,000 噸 | 19馬赫   | 5.5馬赫  | 1.2馬赫  | 1.5馬赫  | 1,100 公尺 | 60,000 噸（相當於人體60公斤） |
| 超人力霸王亞格V2 | 52 公尺（可等身化） | 4萬6,000 噸 | 23馬赫   | 7.4馬赫  | 1.5馬赫  | 1.8馬赫  | 1,300 公尺 | 90,000 噸（相當於人體90公斤） |

- 亞格V2（アグルV2）

在第41話，藤宮博也取回了戰鬥的榮耀，想為了真正應該守護的事物而戰鬥。大海重新賦予他光之力，海洋的力量得到昇華而重生的全新姿態。
不同于盖亚V2型的结合，大地与海洋之力的能量升级，而是由海洋之力的直接升华，身体颜色和当初的深蓝色相比，变成鲜艳明亮的蓝色。黑色的比例則减少許多。
胸口的防护甲——亞格之铠也描绘出金色。体色为蓝黑金银四色。全能力數值是V1型的兩倍，數值方面幾乎強於同為V2型的蓋亞V2，在光線方面阿古茹V2的阿古茹流線能比肩盖亚SV的光子流線，防禦甚至強於了蓋亞SV。
这个形态也带有了仅仅象征着盖亚的红色之光，和盖亚一样，到目前为止的光线技能全部被继承并且强化。但是，因为和盖亚V2的诞生不同，所以没有变成不同版本的形态。
- 亞格SV (アグル SV)

在超人英雄EXPO2021的舞台劇中，由我夢將蓋亞的大地之光授予藤宮，所獲得的最強形態，除了額頭上更大的水晶外，身上部分體色都變成了象徵著蓋亞的紅色，與蓋亞SV相等，亞格SV體格也更加壯碩，戰鬥力是V2型的數倍。格鬥能力大幅度提高，外型參據為丸山浩作品集中收錄的私案。

#### 在其他作品的登場
《新世紀超人力霸王傳說》（2002年上映）
《新世紀2003超人力霸王傳說  THE KING'S JUBILEE》（2003年上映）
《超人力霸王Orb 始源傳奇》（2016年）

## 本作登場的防衛組織

### X.I.G
XIG（eXpanded Interceptive Guardians）是全球防禦組織G.U.A.R.D（根源破壞地球防衛聯合）的一部分，旨在應對根源破壞威脅體的威脅以保護人類的安全。該防衛隊由一個運作小組和六個不同領域的小隊組成，其中戰鬥隊以優秀的前防衛軍精英為核心，每小隊共配屬三名成員以應對不同的情況。這些小隊包括3個空戰隊，1個陸戰隊，1個海洋隊和1個救援隊，共計24名成員。根據規定，如果在執行任務期間發現目標區域內有親屬，該成員將被撤回任務。
- 閃電隊（チーム・ライトニング）
- 獵鷹隊（チーム・ファルコン）
- 烏鴉隊（チーム・クロウ）
- 海鷗隊（チーム・シーガル）
- 海克力士隊（チーム・ハーキュリーズ）
- 箭魚隊（チーム・マーリン）

#### 空中基地 Aerial Base
XIG的活根據地空中基地 Aerial Base 位於赤道軌道上的平流層，以高山我夢開發的反質子浮升系統「Repulser Lift」為主要動力。它是一個巨大的空中母艦基地，全長600公尺，兼作XIG的總部和前線基地，在煉金之星團隊的合作建造。該內部設有指揮室用於控制基地的基本操作，以及一個相連的參謀室。 此外，基地內部還包括大型主電腦、訓練室、浴室、多家餐廳、飛行模擬器，以及Fighter戰機的維修區和倉庫等設施群。雖然具體的人員數量不明確，但該基地常駐了大量隊員、警衛、工作人員和實習生。
基地的前部擁有三個容器載具發射門，而後部則有用於搭載機器人的發射門。該基地本身俱備空中戰艦的功能。當石室發出「DEFCON 1地球防衛指令」時，空中基地可以與Fighter戰機一起直接對抗敵人。它配備了位於上層甲板的三聯裝迫擊砲和防空機槍。然而，如果基地偏離軌道，「Repulser Lift」的重力平衡將破裂導致墜毀。
在第47話中，它受到破壞招來體生物武器莫奇安的攻擊而受到嚴重損害，最終透過「Repulser Lift」的牽引上升到大氣層外，然後引爆並毀滅，XIG的據點亦於之後遷至G.U.A.R.D.的日本分部基地Geo Base。另外，在後來的OV提及第二代空中基地的興建過程已經吿一段落。
- 空中基地的基本概念受到了1967年英國科幻作品《超空人》出現的「雲霄基地（Cloud Base）」所啟發，外觀的設計靈感來自雲霄基地和《超電子生化人》中的生化飛龍號。[38]

#### 武器・裝備
- XIG制服（コンバーツ）[33][39]

XIG成員所配置的兩件式戰鬥服，具有耐衝擊、耐高溫、耐低溫、耐高壓和防彈性能，戰鬥服由深藍、灰色和黃色拼配的PB夾克以及灰色褲子組成。 
部分成員的制服設計有所差異，包括箭魚隊的PB夾克在雙肩到二頭肱側的部分是藍色的。女性操作員不適合穿著戰鬥服，因此她們穿著輕便裙式兩件式隊服，其內衣袖子顏色也不同，全職隊員的內衣袖子為黃色，而非全職隊員為白色。
武器
- XIG-NAVII[33][39]

X.I.G隊員攜帶的智慧型手錶，用於通信使用。
內部具有超高性能的中央處理器。
- 移動機（モバイルマシン）[39]

我夢的個人數位助理。它有自己的線路使其可立即撥打電話，和世界各地的檔案中收集數據。
- 杰克特槍（ジェクターガン）[39]

X.I.G隊員日常配搭的小型激光槍，最快可連續發射10發。
當更換HYPOP彈時其功能會改變。在劇中曾出現雷射、熱線彈和麻醉彈等多中功能。
- X.I.G巴爾幹（XIGバルカン）[39]

個人便攜式爆破槍，裝有三門HYPOP彈，可通過旋轉槍管來發射強大的能量彈藥。
首度出現於第11話中，主要由海克力士隊使用。
- X.I.G火箭筒（XIGバズーカ）[39]

威力強大的作戰武器，在第45話陸上戰時使用。

#### Fighter戰機
由GUARD航空⼒學研究所的開發主管的亂橋巧介所設計，作為X.I.G出擊任務時的主力武器戰鬥機。
- 和平號（ピースキャリー/Peace Carry）

由海鷗隊隊長神山篤志駕駛，並由堤誠一郎在現場指揮隊員行動的大型運輸攻擊機，全長17公尺。
視操作而定，最多可搭載三架X.I.G集裝箱（希格戰鬥機SG），同時也作為能提供預警的功能的空中預警機使用。
會根據任務的不同，在出航時而配備了各種導彈，火箭，炸彈等。將集裝箱車運輸到目標點附近放下並部署行動。
- 希格戰鬥機EX （XIGファイターEX／XIG Fighter EX）

我夢在實戰中使用的複座戰鬥機，具有作為偵察機或電子戰機的強大性能，全長12公尺。
最初是由堤誠一郎使用的專用指揮官機，但在第4話中我夢在阻止怪獸時擅自開航，並展現出色的表現，最終該話後，則成為考取戰鬥機飛行員執照的我夢的專用機。
這架飛機的遠程飛行系統，是由我夢編程的人工智能程序PAL（ 神谷浩史 配音）執行的，也使這架EX擁有其它戰機沒有的高智能系統。
在第50話中，此架戰機連同PAL遭到根源破滅天使佐格摧毀，但隨後PAL的數據則在我夢的電腦成功復原。
- 希格戰鬥機SS（XIGファイターSS／XIG Fighter SS）

擁有強大性能的主力戰鬥機系列，並作為3大空戰部隊隊長的專用戰機，全長14公尺。
與EX、SG是因應新概念而生產出的飛機，通過推斥力升空而不是升空飛行，並且可以在平流層中盤旋和飛行。
在第47話後，因Aerial Base基地的毀滅導致全機毀壞。
- 希格戰鬥機SG（XIGファイターSG／XIG Fighter SG）

擁有強大性能的主力戰鬥機系列，並作為3大空戰部隊隊員的一般戰機，全長11公尺。
平時以集装箱形式搭載於和平號中，出擊時則會變形成戰績狀態，共設有多批遠距離狙撃的武器等設備。
在第47話後，因Aerial Base基地的毀滅導致全機毀壞。
- 希格戰鬥機ST（XIGファイターST／XIG Fighter ST）

由亂橋巧介所開發，SS的改良型新型戰鬥機，於第48話登場，全長14公尺。
曾因機體高速性能的因素而暫停開發，由於後續飛行性能（尤其是推進力）在調整後迅速提高，目前共有一架部署於吉歐基地。
由於其強大性能關係，故此全隊只得獵鷹隊的米田隊長能駕馭此機，但於第48集首次登場時在破壞了怪物的防禦罩之際遭其反擊而墜毀。
- 希格戰鬥機GT（XIGファイターGT／XIG Fighter GT）

由亂橋巧介所開發，SG的改良型新型戰鬥機，於第48話登場，全長11公尺。
共有兩架部署於吉歐基地，具有極高的戰鬥性能。
第48集時分別由梶尾隊長及稻城隊長駕駛以增援苦戰中的蓋亞，第50集蓋亞行動中由負責前往最偏遠待命點的梶尾隊長及北田隊員駕駛以便盡快到達待命點。
- 海鷗漂游機（シーガル・フローター）

由海鷗隊所駕駛，救援支持用的陀螺機，於第九話首次登場。
- 塔布班機（ダヴ・ライナー）

提供X.I.G員工從空中基地Aerial Base與地上來往的運輸機。

#### 其他裝備
- 貝爾曼車（ベルマン）[42]

X.I.G主要用於巡邏的特種高速汽車。
主要用於在地面上移動。該車配備了小型高性能電腦，車身上部則配備了激光加農砲彈。
- MLRS野牛（MLRSバイソン）[42]

由海克力士隊所駕駛，三人座的陸戰越野車，僅於第2·45話登場。
共配備了穿甲彈、大砲、MLRS（多管火箭系統）等多項武器。
- GBT史丁號（GBTスティンガー）[42]

由海克力士隊所駕駛的高性能機動戦車，作為隊伍出擊的全力武器使用，於第11話首次登場。
- 海鷗救援滅火車（シーガル・フローター）[42]

由海鷗隊所駕駛，在地面救援活動中使用的救災車，於第30話首次登場，平时以集装箱的状态存放在空中基地，使用时由和平号运送到指定地点空降。
配有熱像儀，救援手和滅火子彈，也可以在充作簡單的醫院使用。
- 箭魚7500（セイレーン7500）[42]

由箭魚隊所駕駛的小型萬能潜航艇，能在深海10000公尺以下的環境行駛，平时以集装箱状态存放在空中基地，使用时由和平号投放到指定水域。
它配備有氧化劑，並同時透過噴氣發動機和火箭發動機進行推進。
- X.I.G冒險機（XIGアドベンチャー）[c]

僅於電影《超時空之大決戰》登場。
我夢為了驗證平行世界的存在而開發的跨時空移動實驗機。

### G.U.A.R.D
G.U.A.R.D，全名為「Geocentric Universal Alliance against the Radical Destruction，即「對根源的破滅地球防衛聯合」的縮寫，是一個由聯合國和煉金之星協同組成的全球性防禦組織，旨在應對光量子電腦「Crisis」於1996年預測的根源的破滅招來體帶來的威脅 以防止人類遭到消滅。該組織的總部位於美國紐約，設有分公司分佈於北美（聖約翰斯）、阿拉斯加（班克斯）、南美（福克蘭群島）、歐洲（斯瓦巴）、非洲（馬達加斯加）、北亞（新西伯利亞）、南亞（馬爾地夫）、澳洲（斯圖亞特）、南太平洋（聖誕島）以及日本（GEO BASE）。 這些分公司均設於各國的軍事基地，同時在其他地區也設有相關設施。
該組織的規章制度與正統軍隊相似，但也具有一定的民主特色，例如允許成員首選自己的分配崗位。

#### 吉歐基地GEO BASE
GEO BASE是G.U.A.R.D.在日本支部所設立的基地，也是G.U.A.R.D.著重在地球防衛的核心設施，該基地位於東京灣區域，並在地下設立一座一座巨大軍事設施，擁有強大的防禦系統。 地面部分僅設有進出口，而地下部分則包括先進的研究設施，如指揮室、醫療中心、戰鬥機維修坪和發射彈射器。 此外，吉歐基地還設有科學研究部門、化學部門、地質研究小組、觀測組、情報部門，以及地面單位如蜥蜴等多個部門。
在系列的前半部分，它更多地呈現為研究機構的形象，經常與空中基地保持聯繫和合作。但隨後，地面部分開始增加兩座從地下升起的大型火砲和蟲洞系統，以及蟲洞跳躍飛彈的發射設備，軍事性質也逐漸加強。在該系列的最後階段和OV中，由於空中基地的毀滅，該基地變成了XIG的臨時基地。

## 本作登場的怪獸・宇宙人

### 根源的破滅招來體
根源的破滅招來體是一種監視人類並渴望其毀滅的存在，其實質一無所知。它不僅透過派遣怪獸對文明或人類進行攻擊，還透過派遣生物武器，如金屬生命體、宇宙微生物和宇宙戰鬥獸來進行操控。有時它還進行心理和精神攻擊，不僅瞄準我夢和藤宮，還瞄準他們周圍的人類。此外，它甚至試圖引發不同的超人力霸王之間的爭鬥，以利用他們的能量，因此它的行為多種多樣。
關於消滅人類的原因，一方面與初期的藤宮一樣，它將人類視為宇宙的病原體，但另一方面，它也採取一些手段，例如將超巨大生物降落在地球上，或試圖摧毀地球本身，而這些行為的明確原因和目的從未被揭示。它主要透過蟲洞向地球派遣大批部隊，但是這個蟲洞如果有第三方嘗試進入，將會被外部的屏障擋住，因此外部無法接觸。 只有在第36話中藤宮曾試圖侵入，但最後以失敗告終。
「根源的破滅招來體」這個術語實際上是人類為了方便而創造的概念，因此其含義會根據情況靈活解釋。 初只是一個非常廣泛的概念，幾乎與「怪獸」相同的，但漸漸地範圍被縮小，最終結論是可以歸類為「根源的破滅招來體」的怪獸非常少。這與像亞波人樣的具體存在不同，因此沒有給予特定名稱。在敵人的概念解釋中，小中使用的術語在劇中仍然被使用。

## 主要演員名單
主演
- 高山我夢：吉岡毅志
- 藤宮博也：高野八誠
- 石室章雄：渡邊裕之
- 千葉辰巳：平泉成
- 堤誠一郎：宇梶剛士（日语：宇梶剛士）
- 佐佐木敦子：橋本愛（日语：橋本愛 (1978年生)）
- 喬琪・利蘭：瑪莉亞·泰瑞莎·戈（日语：マリア・テレサ・ガウ）
- 吉井玲子：石田裕加里（日语：石田裕加里）
- 田端健二：圓谷浩（日语：円谷浩）
- 井上倫文：角田英介（日语：角田英介）
- 梶尾克美：中上雅巳（日语：中上雅巳）
- 米田達彦：賀川黒之助（日语：賀川黒之助）

常設
- 北田靖：長谷川勝彦（日语：長谷川勝彦 (俳優)）
- 大河原聰志：澤木祐介（日语：沢木祐介）
- 林幸市：鹽谷庄吾
- 塚守亨：石川真
- 稲城美穂：川嶋朋子（日语：川嶋朋子）
- 三島樹莉：松田泉子（日语：松田いずみ）
- 多田野慧：石橋桂（日语：石橋けい）
- 吉田悟：松田優（日语：松田優）
- 志摩貢：加賀谷圭（日语：加賀谷圭）
- 鵜飼彩香：田中彩佳（日语：田中彩佳）
- 桑原孝信：中村浩二（日语：中村浩二）
- 神山篤志：権藤俊輔（日语：権藤俊輔）
- 松尾蓮二：冴場都夢（日语：冴場都夢）
- 邁克爾·西蒙斯：山米·帕普（日语：サミ・ポップ）
- 横谷勝歳：庄司哲郎（日语：庄司哲郎）（第21話）
- 今井源太郎：入澤宏彰（第21話）
- 嚴均悟：横山尚之（第21話）
- 瀨沼龍一：石井浩（日语：石井浩）
- 樋口：海津亮介（日语：海津亮介）
- 亂橋巧介：濱田光夫（日语：浜田光夫）
- 凱瑟琳·瑞安：黛比·雷吉爾（日语：デビー・リギアー）
- 丹尼爾·麥奎因：約翰·奧康納（日语：ジョン・オコーナー）
- 稲森京子：久野真紀子（日语：クノ真季子）
- 佐佐木律子：澤村亞津佐（日语：沢村亜津佐）
- 黒田恵：大寶智子（日语：大寶智子）
- 雪：蓮沼藍（日语：蓮沼藍）
- 清水：清水一哉（日语：清水一哉）
- 佐藤：奥本東五
- 誠：西嶋大明
- 仲治：加加美正史（日语：加々美正史）
- 高山重美：水澤明樹（日语：水沢アキ）
- 高山唯一：山本亘（日语：山本亘）

客演
- 内閣総理大臣：小澤象（日语：小沢象）（第1・2話）
- 主播：真地勇志（第1・25話）
- 女大學生：制野愛（日语：制野愛）（第1話）
- 澀谷的行人：足立早里伊、平林浩太郎（第3話）
- 真波：和泉妙佳（第4話）
- OL：さくらまき（第4話）
- 高山我夢（少年時代）：増尾遵（日语：増尾遵）（第5・6話）
- 少年：砂野潤、二見史龍（5・6話）
- 石室的家族：飯高真弓、渡辺優太、上原裕也（第5･7･42話）[註 4]
- 大樓清掃員：柴村繁安、内海敦（第7話）
- 淺野未来：今村雅美（日语：今村雅美）（第8・44話）
- 梅澤：安藤一夫（日语：安藤一夫）（第8話）
- G.U.A.R.D.隊員：川倉正一（日语：鮪男）（第8話）
- 大壩工作人員：富田晃介（第8話）
- 平川：小宮孝泰（日语：小宮孝泰）（第9話）
- 西谷：信達谷圭（日语：信達谷圭）（第9話）
- G.U.A.R.D.北美幹部成員：傑克·伍德亞德（第10話）
- 格鬥家：清水一彦（第12話）
- 佐藤隆：紺野紘矢（第13話）
- 佐藤香織：小森あみ（第13話）
- 佐藤的父母角田栄二、勝又陽子（第13話）
- 戶田：島守達也（第13話）
- 馬場：加藤四朗（日语：加藤四朗）（第13話）
- 救助者：竹ノ内泉（第13話）
- 星山博士：鈴木一馬（第14話）
- 艾倫：班傑明·羅托拉（第14話）
- 辦公室職員：久保雅嗣、新山和敬（第14話）
- 立花巫：丸山花咲季（第15話）
- 矢淵博士：河西健司（日语：河西健司）（第15話）
- 堀江：二家本辰巳（日语：二家本辰巳）（第15話）
- 市職員：又野彰夫（日语：又野彰夫）（第15話）
- 肉屋主人：邱太郎（第15話）
- 作業服的男子：山崎広久（第15話）
- 國際科学研究所所員：扎克·塔什克（丹澤爾）、馬修·米爾斯伯根（尼古拉斯）（第16話）
- XIG警備班：猪原伸浩、小川雅弘、佐藤健司、藤田信宏（第18話）
- 莉莉亞：鴨川寿枝（第19話）
- 佐佐木敦子（少女時代）：鈴木亜里咲（第19話）
- 津田博士：藤田宗久（日语：藤田宗久）（第20話）
- 三原研究員：入江純（第20話）
- 須貝裕一助教授：右田昌万（日语：右田昌万）（第20・37話）
- 雪的母親：寺尾美紅（第20・37話）
- 女子：永井薫（第21話）
- 記者：五十嵐智子（第21話）
- 根源破滅教團團員：大友透、小林裕子、狸穴善五郎、八重樫玲子、若林淳（第21話）
- 弘希：太田翔平（第22・25話）
- 弘希的母親：和泉ちぬ（日语：和泉ちぬ）（第22話）
- 秘書：下村彰宏（日语：下村彰宏）（第22話）
- 施密特：馬克西米利安·馮·舒勒（第22話）
- 避難誘導部隊隊員：伊方勝（日语：伊方勝）、小川雅史、奥平朝幸（日语：戯武尊）、金原泰成（日语：金原泰成）、宮崎稲穂（第22話）
- 吉歐基地隊員：加藤大騎（日语：加藤大騎）、田中智也（日语：田中智也）（第23話）
- 聰：塙翔平（日语：塙翔平）（第24話）
- KCB主播：橘川丈仁郎（第24話）
- 看護婦：湯田美由紀（日语：湯田美由紀）（第24話）
- 吉歐基地警備班：大村晃司（第24話）
- 錄斯科茨代爾露營車的民眾：布拉德利·華納（第24話）
- 愚連隊：島村日出人（日语：島村日出人）、橫須賀鹽也（日语：ヨコスカ潮也）（第25話）
- 酒吧老闆：岩田貴代志（日语：岩田貴代志）（第25話）
- 蜥蜴隊成員：松井達也（第25・26話）
- G.U.A.R.D.北美事務官：加里·摩根（第26話）
- 隊員：水野友廣（第27話）
- 竹中徳造：大山豐（日语：大山豊 (俳優)）（第28話）
- 永田：不破萬作（演員）（日语：不破万作(俳優)）（第29話）
- 庄司照夫：寺島進（日语：寺島進）（第29話）
- 駱駝運送隊長：町田政則（日语：町田政則）（第29話）
- 駱駝運送：関貴之進（第29話）
- 黒河内：黒河内美佳（第29話）
- 關東煮攤位前的顧客：太田愛（第29話）
- 魔頭鬼十朗：牧野公昭（第31話）
- 澤村修作：佐藤人志（第31話）
- 相川洋美：吉沢直美（第31話）
- 洋美的母親：鈴木宏美（日语：鈴木ひろみ）（第31話）
- 阿爾夫·麥凱：帕特里克·哈倫（日语：パトリック・ハーラン）（第33話）
- 森林的老人：托尼·塞特拉（日语：トニー・セテラ）（第33話）
- 凱瑟琳的父母：丹澤爾·阿什頓，羅密歐·迪爾（第33話）
- 橋本真也：橋本真也（第34話）
- 猛獁大剛：中村浩二（第34話）
- 職業摔角手：井上亘（日语：井上亘）、金本浩二（日语：金本浩二）、柴田勝頼（日语：柴田勝頼）、福田雅一（日语：福田雅一）、吉江豊（日语：吉江豊）（第34話）
- 練習生：鈴木慎介、須賀俊幸、竹内一夫、大内清和、原田習広、原武成、内藤大樹、梶貴之、岩本勝明、中谷隆信、矢鋪洋、川村豊（第34話）
- 裁判：田山正雄（日语：田山正雄）（第34話）
- 景子：飯塚美穂（第34話）
- 京極博士：津村鷹志（日语：津村鷹志）（第35話）
- 社長：河原佐武（第35話）
- 薮野：綾田俊樹（日语：綾田俊樹）（第35話）
- 武：内藤正樹（日语：ブラックパイナーSOS#プロフィール） （第35話）
- 幸男：山野拓也（日语：ブラックパイナーSOS#プロフィール）（第35話）
- 輸送機駕駛員：青山潤、狸穴善五郎、小峯隆生（日语：小峯隆生）（第35話）
- G.U.A.R.D中國隊員：王建軍（演員）（日语：王建軍）、耿忠（第37話）
- 根源破滅教団教祖：桜山優（第37話）
- KCB導演：村石宏實（第37話）
- KCB主管・渋谷：渋谷浩康（日语：渋谷浩康）（第37話）
- 柊博之：大和武（日语：大和武）（第38・45・50話）
- G.U.A.R.D環太平洋部隊隊員：寿末智徳、清水進一（第38話）
- 平野老人：武内亨（日语：武内亨） / 青年期：北村隆幸（日语：北村隆幸）（第39話）
- 近藤：岡真志（第39話）
- 近藤智恵：神子結愛（第39話）
- 智恵の母親：伊藤こずえ（第39話）
- 憲兵将校：二家本辰巳（第39話）
- 憲兵：塩入卓哉、中谷隆信（第39話
- 刑事：笈田雅人（日语：笈田雅人）（客串出演）、所博昭（日语：所博昭）（第39話）
- 強盗犯：佐藤信一（日语：佐藤信一）（菅原）、中嶋修武（日语：中嶋修武）（古川）（第39話）
- 名連村的小學生：荒木和也、常盤祐貴（日语：常盤祐貴）（第39話）
- 太郎：三遊亭愛九（日语：三遊亭愛九）（第40話）
- 真澄：清野優美（日语：清野優美）（第40話）
- 醫生：吉見純麿（第41話）
- 蜥蜴隊成員：大甕晋（第41話）
- 克勞斯·艾卡特：艾伯特·史密斯（第42話）
- 米歇爾：湯姆·沃森（第42話）
- 小谷研究員：久保田芳之（日语：久保田芳之）（第43話）
- 島本助手：進之助（第43話）
- 阿齊夫：佐藤元（第42・51話）
- 谷本明：辰馬伸（日语：辰馬伸）（第44話）
- 蟲洞跳躍系統操作員：石原直哉、田中智也（第44話）
- 吉歐基地隊員：石丸ひろし（第44話）
- 今田：今田耕司（日语：今田耕司）（第46話）
- 信徒：Garage Sale（日语：ガレッジセール）（川田廣樹（日语：川田広樹）、猩爺（日语：ゴリ (お笑い芸人)））、Z-1（日语：Z-1 (アイドルグループ)）（上戶彩、西脇愛美（日语：西脇愛美）、根食真實、藤谷舞）、驚嚇（搞笑藝人組合）（日语：ビビる）（驚嚇大木（日语：ビビる大木）、大内登（日语：大内登））（第46話）
- 矢吹栞：沢木麻美（日语：沢木麻美）（第46話）
- 死神：堀内正美（日语：堀内正美）（第47・48話）
- 女子：田中夏子（第47話）
- 食堂的女子：大谷麗吏（第47話）
- 報道特別番組出演者：窪園純一（日语：窪園純一）、武川修三、三田恵子（第48話）
- 仁：備瀬貴之（第49 - 51話）
- 斎藤昌典：足立建夫（第49話）
- KCB主播：西脇礼門（日语：西脇礼門）（第49話）
- KCB製作人：原隆俊（第49話）
- KCB操作員：城戸光晴（日语：城戸光晴）、村石宏實（第49話）
- 評論員：丹下一（日语：丹下一）（第49話）
- 記者：中村良平（日语：中村良平）（第50話）
- 吉歐基地幹部：赤星昇一郎（日语：赤星昇一郎）、理查·艾倫（第50話）
- 美軍將校：順達·伊薩裡（第50・51話）
- 煉金之星成員：黛安娜·阿爾法羅（日语：ディアナ・アルファロ）、多米尼克·艾倫 (格雷克)、貝琳達·帕斯韋爾 (梅琳達) (第 51 集)

配音員
- 旁白：磯部弘
- PAL：渡邊和彥（日语：渡辺和彦 (声優)）
- G.U.A.R.D.隊員：磯部弘（第10話）
- 迪恩茲，迪恩茲母親：山田伏木（第15話）
- 廣播員：磯部弘（第24話）
- G.U.A.R.D.司令：磯部弘（第26話）
- 蟲洞跳耀系統公告：磯部弘（第44話）
- 主播：磯部弘（第50話）

戲服演員
- 超人力霸王蓋亞：権藤俊輔（日语：権藤俊輔）、中村浩二（日语：中村浩二）、武安剛、清水一哉（日语：清水一哉）、関貴之進、高橋伸稔（第15話 - ）[48]
- 超人力霸王亞格：清水一彦、武安剛（第13話）、関貴之進（第14話）
- 怪獣：三宅敏夫（日语：三宅敏夫）、向原順平、岡野弘之（日语：岡野弘之）、森英二、清水一彦、大谷智子、鈴木裕加、三村幸司（日语：三村幸司）、後藤和雄、梛野素子（日语：梛野素子）

## 播放列表
以下時間以當地時間（日本時間）為準：
| 日本首播台灣首播     | 集數 | 標題漢譯                                                | 登場怪獸・宇宙人 | 編劇                       | 導演            | 特攝導演        | 收視率 |
| -------------------- | ---- | ------------------------------------------------------- | --- | -------------------------- | --------------- | --------------- | ------ |
| 1998/09/052001/11/15 | 1    | 光をつかめ!抓緊光！                                     | ヴィジョンの龍 宇宙戦闘獣 コッヴ | 小中千昭                   | 村石宏實        | 佐川和夫        | 7.4%   |
| 1998/09/122001/11/22 | 2    | 勇者立つ勇者站立                                        | 宇宙戦闘獣 コッヴ マグマ怪地底獣 ギール | 小中千昭                   | 村石宏實        | 佐川和夫        | 7.7%   |
| 1998/09/192001/11/29 | 3    | その名はガイア他的名字叫蓋亞                            | 金属生命体 アパテー | 小中千昭                   | 高野敏幸        | 神澤信一        | 8.4%   |
| 1998/09/262001/12/06 | 4    | 天空の我夢天空的我夢                                    | 波動生命体 超空間波動怪獣 メザード | 長谷川圭一                 | 高野敏幸        | 神澤信一        | 6.3%   |
| 1998/10/032001/12/13 | 5    | もう一人の巨人另一個巨人                                | 大海魔 ボクラグ | 小中千昭                   | 原田昌樹        | 北浦嗣巳        | 5.4%   |
| 1998/10/102001/12/20 | 6    | あざ笑う眼嘲笑之眼                                      | 奇獣 ガンQ（コードNo.00） 奇獣 ガンQ（コードNo.01） | 川上英幸                   | 原田昌樹        | 北浦嗣巳        | 4.9%   |
| 1998/10/172001/12/27 | 7    | 地球の洗濯地球的洗滌                                    | 自然コントロールマシーン テンカイ（天界） | 吉田伸                     | 児玉高志        | 佐川和夫        | 7.9%   |
| 1998/10/242002/01/03 | 8    | 46億年の亡霊46億年的亡靈                                | 超空間共生怪獣 アネモス 超空間共生怪獣 クラブガン | 武上純希                   | 児玉高志        | 佐川和夫        | 6.5%   |
| 1998/10/312002/01/10 | 9    | シーガル飛びたつSeagull起飛                             | 光熱魔石 レザイト | 太田愛                     | 村石宏實        | 村石宏實        | 5.5%   |
| 1998/11/072002/01/17 | 10   | ロック・ファイト搖滾・戰鬥                              | 宇宙戦闘獣 コッヴII（成獣） 宇宙戦闘獣 コッヴII（幼獣）（複数） 惑星破壊機 ヴァーサイト | 小中千昭                   | 村石宏實        | 村石宏實        | 6.5%   |
| 1998/11/142002/01/24 | 11   | 龍の都龍之都                                            | 地帝大怪獣 ミズノエノリュウ（壬龍） | 古怒田健志                 | 原田昌樹        | 満留浩昌        | 7.6%   |
| 1998/11/212002/01/31 | 12   | 野獣包囲網野獸包圍網                                    | 獣人 ウルフガス | 川上英幸                   | 原田昌樹        | 満留浩昌        | 7.7%   |
| 1998/11/282002/02/07 | 13   | マリオネットの夜提線木偶之夜                            | 波動生命体 超空間波動怪獣 サイコメザード | 長谷川圭一                 | 根本実樹        | 佐川和夫        | 7.1%   |
| 1998/12/052002/02/14 | 14   | 反宇宙からの挑戦來自反宇宙的挑戰                        | 反物質怪獣 アンチマター | 武上純希                   | 根本実樹        | 佐川和夫        | 7.6%   |
| 1998/12/122002/02/21 | 15   | 雨がやんだら下雨過後                                    | 奇怪生命 マザーディーンツ 奇怪生命 ディーンツ | 右田昌万                   | 北浦嗣巳        | 北浦嗣巳        | 6.7%   |
| 1998/12/192002/02/28 | 16   | アグル誕生亞格誕生                                      | 金属生命体 アルギュロス ニセ・ウルトラマンアグル | 吉田伸                     | 北浦嗣巳        | 北浦嗣巳        | 6.0%   |
| 1998/12/262002/03/07 | 17   | 天の影 地の光天之影 地之光                              | 甲殻怪地底獣 ゾンネル 超巨大天体生物 ディグローブ | 古怒田健志                 | 村石宏實        | 村石宏實        | 6.2%   |
| 1999/01/092002/03/14 | 18   | アグル対ガイア亞格對蓋亞                                | 甲殻怪地底獣 ゾンネル 超巨大天体生物 ディグローブ | 小中千昭                   | 村石宏實        | 村石宏實        | 7.5%   |
| 1999/01/162002/03/21 | 19   | 迷宮のリリア迷宮的莉莉亞                                | 超空間波動怪獣 サイコメザードII リリア | 長谷川圭一                 | 原田昌樹        | 原田昌樹        | 6.4%   |
| 1999/01/232002/03/28 | 20   | 滅亡の化石滅亡的化石                                    | 絶対生物 ゲシェンク | 川上英幸                   | 原田昌樹        | 原田昌樹        | 5.8%   |
| 1999/01/302002/04/04 | 21   | 妖光の海妖光之海                                        | 無酸素海獣 カンデア | 大西信介                   | 根本実樹        | 佐川和夫        | 7.0%   |
| 1999/02/062002/04/11 | 22   | 石の翼石之翼                                            | 宇宙雷獣 パズズ | 太田愛                     | 根本実樹        | 佐川和夫        | 6.6%   |
| 1999/02/132002/04/18 | 23   | 我夢追放!驅趕我夢！                                     | 剛腕怪地底獣 ゴメノス | 吉田伸                     | 北浦嗣巳        | 北浦嗣巳        | 5.9%   |
| 1999/02/202002/04/25 | 24   | アグルの決意亞格的決意                                  | 甲殻怪地底獣 ゾンネルII マグマ怪地底獣 ギールII | 長谷川圭一                 | 北浦嗣巳        | 北浦嗣巳        | 5.5%   |
| 1999/02/272002/05/02 | 25   | 明日なき対決沒有明日的對決                              | - | 右田昌万                   | 村石宏實        | 村石宏實        | 7.4%   |
| 1999/03/062002/05/09 | 26   | 決着の日決戰之日                                        | 巨獣 ゾーリム | 小中千昭                   | 村石宏實        | 村石宏實        | 7.3%   |
| 1999/03/132002/05/16 | 27   | 新たなる戦い〜ヴァージョンアップ・ファイト!〜全新的戰鬥 | 電子生命体 クリシスゴースト ニセ・ウルトラマンガイア 金属生命体 ミーモス | 古怒田健志                 | 児玉高志        | 佐川和夫        | 6.8%   |
| 1999/03/202002/05/23 | 28   | 熱波襲来熱浪襲來                                        | 自然コントロールマシーン エンザン（炎山） | 川上英幸                   | 児玉高志        | 佐川和夫        | 6.4%   |
| 1999/03/272002/05/30 | 29   | 遠い町・ウクバール遙遠的城市                            | 守護獣 ルクー（ルクーリオン） | 太田愛                     | 原田昌樹        | 原田昌樹        | 4.3%   |
| 1999/04/032002/06/06 | 30   | 悪魔のマユ惡魔之繭                                      | 宇宙怪獣 ゴキグモン | 増田貴彦                   | 原田昌樹        | 原田昌樹        | 5.5%   |
| 1999/04/102002/06/13 | 31   | 呪いの眼詛咒之眼                                        | 魔頭鬼十郎 奇獣 ガンQ（コードNo.02） 奇獣 ガンQ（完全体） | 川上英幸                   | 北浦嗣巳        | 北浦嗣巳        | 6.0%   |
| 1999/04/172002/06/20 | 32   | いつか見た未来某時看見的未來                            | 時空怪獣 エアロヴァイパー | 武上純希                   | 北浦嗣巳        | 北浦嗣巳        | 6.3%   |
| 1999/04/242002/06/27 | 33   | 伝説との闘い與傳說戰鬥                                  | 伝説魔獣 シャザック（親子） | 長谷川圭一                 | 村石宏實        | 村石宏實        | 7.6%   |
| 1999/05/012002/07/04 | 34   | 魂の激突!魂之激突！                                     | サイボーグ獣人 ウルフファイヤー | 川上英幸 笈田雅人 （原案） | 村石宏實        | 村石宏實        | 5.2%   |
| 1999/05/082002/07/11 | 35   | 怪獣の身代金怪獸的贖金                                  | 古代怪獣 アルゴナ | 太田愛                     | 市野龍一        | 佐川和夫        | 4.5%   |
| 1999/05/152002/07/18 | 36   | 再会の空再會的天空                                      | 宇宙忍獣 Xサバーガ 成体兵器 ミニサバーガ | 吉田伸                     | 市野龍一        | 佐川和夫        | 6.7%   |
| 1999/05/222002/07/25 | 37   | 悪夢の第四楽章惡魔之第四樂章                            | 超空間波動怪獣 クインメザード 幻影ウルトラマンアグル | 長谷川圭一                 | 原田昌樹        | 原田昌樹        | 5.2%   |
| 1999/05/292002/08/01 | 38   | 大地裂く牙撕裂大地之牙                                  | 地殻怪地底獣 ティグリス （アルブームティグリス） | 古怒田健志                 | 原田昌樹        | 原田昌樹        | 5.1%   |
| 1999/06/052002/08/08 | 39   | 悲しみの沼悲傷的沼澤                                    | 泥怪人 ツチケラ | 川上英幸                   | 北浦嗣巳        | 北浦嗣巳        | 6.9%   |
| 1999/06/122002/08/15 | 40   | ガイアに会いたい!我們想見蓋亞！                         | 大宙魔 パスギーク | 小中千昭                   | 北浦嗣巳        | 北浦嗣巳        | 5.6%   |
| 1999/06/192002/08/22 | 41   | アグル復活亞格復活                                      | 宇宙捕獲メカ獣 Σズイグル | 吉田伸                     | 石川整 村石宏實 | 村石宏實        | 7.1%   |
| 1999/06/262002/08/29 | 42   | 我夢VS我夢                                              | 精神寄生獣 ビゾーム 巨大異形獣 サタンビゾー | 小中千昭                   | 村石宏實        | 村石宏實        | 4.9%   |
| 1999/07/032002/09/05 | 43   | 銀色の眼のイザク銀色眼睛的伊扎古                        | アルテスタイガー怪獣 イザク （イザクプラチアード） | 太田愛                     | 根本実樹        | 佐川和夫        | 6.4%   |
| 1999/07/102002/09/12 | 44   | 宇宙怪獣大進撃宇宙怪獸大進擊                            | 宇宙戦闘獣 超コッヴ 宇宙雷獣 超パズズ | 武上純希                   | 根本実樹        | 佐川和夫        | 5.5%   |
| 1999/07/172002/09/19 | 45   | 命すむ星生命之星                                        | 破滅魔人 ブリッツブロッツ 地殻怪地底獣 ティグリスII 地帝大怪獣 ミズノエノリュウ（壬龍） （ラストシーンのみ） | 古怒田健志                 | 原田昌樹        | 満留浩昌        | 5.2%   |
| 1999/07/242002/09/26 | 46   | 襲撃の森襲撃之森                                        | 自然コントロールマシーン シンリョク（深緑） | 長谷川圭一                 | 原田昌樹        | 満留浩昌        | 3.8%   |
| 1999/07/312002/10/03 | 47   | XIG壊滅!?XIG毀滅!?                                      | 超巨大単極子生物 モキアン 死神 | 右田昌万                   | 北浦嗣巳        | 北浦嗣巳        | 4.4%   |
| 1999/08/072002/10/17 | 48   | 死神の逆襲死神的逆襲                                    | 破滅魔人 ゼブブ（死神） | 川上英幸                   | 北浦嗣巳        | 北浦嗣巳        | 4.8%   |
| 1999/08/142002/10/24 | 49   | 天使降臨                                                | 破滅魔虫 ドビシ 破滅魔虫 カイザードビシ 魚人 根源破滅天使 ゾグ（第1形態） | 吉田伸                     | 八木毅 村石宏實 | 八木毅 村石宏實 | 6.4%   |
| 1999/08/212002/10/31 | 50   | 地球の叫び地球的呼喊                                    | 根源破滅天使 ゾグ（第1形態） 破滅魔虫 ドビシ 破滅魔虫 カイザードビシ 魚人 地殻怪地底獣 ティグリスIII 伝説魔獣 シャザック（親子） 剛腕怪地底獣 ゴメノスII 甲殻怪地底獣 ゾンネルII マグマ怪地底獣 ギールIII 地帝大怪獣 ミズノエノリュウ（壬龍） | 小中千昭 長谷川圭一        | 村石宏實        | 佐川和夫        | 5.7%   |
| 1999/08/312002/11/07 | 51   | 地球はウルトラマンの星地球是超人力霸王之星              | 根源破滅天使 ゾグ（第1・2形態） 破滅魔虫 ドビシ 破滅魔虫 カイザードビシ 地帝大怪獣 ミズノエノリュウ（壬龍） 地殻怪地底獣 ティグリスIII 伝説魔獣 シャザック（親子） 剛腕怪地底獣 ゴメノスII 甲殻怪地底獣 ゾンネルII マグマ怪地底獣 ギールIII   | 小中千昭                   | 村石宏實        | 佐川和夫        | 6.0%   |

## 音樂

### 片頭曲

作詞：康珍化 / 作曲：松原美紀 / 編曲：大門一也 / 歌：田中昌之&大門一也
片頭的畫面因配合劇情發展，有三種不同版本。第1~26集為亞格與蓋亞。第27~40集為蓋亞V2。第41~51話為蓋亞V2與亞格V2。
香港版
（香港無線電視版本）
作詞：張浩/作曲：Tong Kong/編曲：吳國恩/歌：陳冠希

### 片尾曲
「Lovin' You Lovin' Me」（第1-26集）
- 作詞：渡邊夏美　作曲・編曲：河合靖夫　演唱：B.B.WAVES

「Beat on Dream on」（第27-51集）
- 作詞：小室光子　作曲：井上大輔　編曲：須藤賢一　演唱：菊田知彦

### 插曲
（第10話）
- 作詞：青木久美子 / 作曲・編曲：佐橋俊彦 / 歌：須藤仁美

（第27、30、34、35話）
- 作詞：青木久美子　作曲：小杉保夫　編曲：大門一也　演唱：田中昌之、大門一也


- 作詞：小室光子 / 作曲：井上大輔 / 編曲：須藤賢一 / 歌：菊田知彦

## 製作團隊
- 監製：円谷一夫
- 監修：高野宏一
- 企画：笈田雅人、丸谷嘉彦、大野実
- 製作人：小山信行、諸冨洋史、高城一典
- 副製作人：渋谷浩康、竹田青滋（字幕未列名）
- 劇本統籌：小中千昭、江藤直行
- 編劇：小中千昭、長谷川圭一、川上英幸、吉田伸、武上純希、太田愛、古怒田健志、右田昌万、大西信介、増田貴彦
- 導演：村石宏實、高野敏幸、原田昌樹、児玉高志、根本実樹、北浦嗣巳、市野龍一、石川整、八木毅
- 特效指導：佐川和夫、神澤信一、北浦嗣巳、満留浩昌、村石宏實、原田昌樹、八木毅
- 音樂：佐橋俊彦
- 機械＆小配件設計：PLEX
- 操演:亀甲船
- 光学動畫：日本エフェクトセンター
- 音響：スワラプロダクション
- 造型：開米プロダクション
- 攝影棚：東ビルト
- 沖片・數位過帶：IMAGICA
- 車輛協力：本田技研工業、ホンダアクセス

## 其他相關媒體

### 電影
- 《超人力霸王蓋亞 超時空之大決戰》（1999年上映）

### 外傳
《超人力霸王蓋亞：蓋亞再現》（日語：ウルトラマンガイア ガイアよ再び）是由圓谷製作所製作的特攝電視劇，於2001年3月25日以非戲院首映形式發行。
該作品屬於平成超人力霸王系列的OV影像作品之一，與《超人力霸王迪卡外傳：遠古復甦的巨人》、《超人力霸王帝納：羽次郎的歸來》一起製作。當決定製作《迪卡外傳》時，圓谷製作社社長圓谷和夫建議他們也製作《帝納》和《蓋亞》的OV，並在圓谷的支持下任命了八木毅作為導演。編劇由小中千昭撰寫。該作品的目的是使節目結束以來的時間流逝，與主角高山我夢武和藤宮博也的成長同步。小中表示，這部作品是最容易製作的，因為超人力霸王再現的設定限制很少，而且製作現場的氣氛也得到了維持。

### 故事大綱
當蓋亞和亞格消滅根源破滅天使佐格後，我夢回到大學繼續從事研究，而藤宮則獨自踏上了旅途。但是根源的破滅招來體並沒有完全被消滅。在該作中，根源破壞海神伽庫佐姆和根源破滅飛魚巴依庫赫分別出現並企圖毀滅地球。我夢和藤宮也肩負著拯救地球的責任再一次得到了光，再次成為了蓋亞和亞格。最後則聯手消滅了伽庫佐姆和巴依庫赫，破滅招來體的陰謀再一次被粉碎。

#### 演員表
- 高山我夢 - 吉岡毅志
- 藤宮博也 - 高野八誠
- 石室章雄 -  渡邊裕之
- 堤誠一郎 - 宇梶剛士（日语：宇梶剛士）
- 米田達彦 - 賀川黒之助（日语：賀川黒之助）
- 梶尾克美 - 中上雅巳（日语：中上雅巳）
- 横谷勝歳 - 庄司哲郎（日语：庄司哲郎）
- 今井源太郎 - 入沢宏彰（日语：入沢宏彰）
- 巌均吾 - 横山尚之（日语：横山尚之）
- 北田靖 - 長谷川勝彦（日语：長谷川勝彦）
- 神山篤志 - 権藤俊輔（日语：権藤俊輔）
- 佐佐木敦子 - 橋本愛（日语：橋本愛 (1978年生)）
- 喬琪・李蘭 - 瑪莉亞·泰瑞莎·戈（日语：マリア・テレサ・ガウ）
- 吉井玲子 - 石田裕加里（日语：石田裕加里）
- 梅麗莎（役名「少女」） - 潔絲敏·安·艾倫（日语：ジャスミン・アレン）
- 傑瑞米·斯賓諾沙 - 傑克·伍德亞德
- 佐藤 - 奥本東五（日语：奥本東五）
- 誠 - 西嶋大明（日语：西嶋大明）
- 仲治 - 加加美正史（日语：加々美正史）
- 片山 - 下村彰宏（日语：鹤下村彰宏）
- 高橋美香 - 東野佑美（日语：東野佑美）
- 清水 - 清水一哉（日语：清水一哉）
- 涼子 - 須賀久子
- 祥子 - 大西千鶴
- 麻梨 - 阿部和
- 絵美 - 水町仁美

皮套演員
- 超人力霸王蓋亞 -  中村浩二（日语：中村浩二）
- 超人力霸王亞格 - 清水一彦（日语：清水一彦）
- 根源破灭海神伽库佐姆 - 森英二

聲演
- PAL：神谷浩史
- 傑瑞米·斯賓諾沙：増谷康紀

其他
- 音楽：佐橋俊彦
- 脚本：小中千昭
- 監督・特技監督：八木毅

### 小說
《阿爾格纳抵達的那天》（アルゴナのやって来た日）（太田愛著・1999年出版）
首度於1999年講談社發行的《電視雜誌特別編輯·超人力霸王蓋亞》登載，時間點為本傳第35話的前日談。
《超人力霸王蓋亞・超時空大冒險》（ティガ・ダイナ＆ウルトラマンガイア超時空のアドベンチャ）（長谷川圭一著・2018年出版）
為1999年電影《超時空之大決戰》的續集小說，描繪新星勉等人在20年後的故事。

## 海外播放

### 台灣
台灣華視主頻曾於2001年11月15日至2002年11月7日期間每週四下午5時30分以雙語首播日語原音和國語配音版。後來又在八大戲劇台播出。

### 香港
香港無線翡翠台曾於2001年6月23日至2002年6月期間播出粵語配音版。

## 外部連結
- 「超人力霸王蓋亞」公式網站，存于
- ULTRAMAN GAIA HOME PAGE(放送時MBS公式網站，存于
- ULTRAMAN WORLD(読売広告社公式網站)，存于